# CBTP Charrua
O CBTP (Carro Blindado de Transporte de Pessoal)  Charrua foi um veículo anfíbio sobre lagartas desenvolvido nos anos 80 pela empresa brasileira Moto Peças S/A, de Sorocaba, para o Exército e Fuzileiros Navais. Englobava um grande número de variantes e seria o sucessor do M-113 no serviço brasileiro, mas o projeto não teve comprador e foi abandonado.

## História
A Moto Peças modernizava veículos militares desde meados dos anos 70, trabalhando na década seguinte nos M4 Shermans e M-113s. Com essa experiência foi recrutada pelo Exército para modernizar o M59 em parceria com o Centro Tecnológico do Exército (CTEx). O pensamento passou a substituir seus dois motores a gasolina por um motor a diesel nacional, e em seguida a desenvolver uma nova família de blindados de transporte, unindo características do M113 com o espaço interno do M59. O programa começou em 1983, com o primeiro protótipo saindo em 1985. Era paralelo ao repotenciamento do M41 e desenvolvimento do carro de combate Tamoyo. Seriam três grupos de variantes:
- Leve, até 18 toneladas, anfíbia, nos tipos transporte de pessoal; comunicações; combate de fuzileiros; porta-morteiro; comando; antitanque.
- Média, até 21 toneladas, anfíbia, nos tipos combate de fuzileiros com canhão de 20/25 mm; antiaérea (com o mesmo calibre); radar; de torre com canhão 60 ou 90 mm.
- Pesada, até 24 toneladas, nos tipos torre com canhão 105 mm; obuseiro autopropulsado calibre 155 mm; com sistema de lançamento de foguetes; de socorro com torre giratória; transporte de cargas.

Somente a leve teve protótipos fabricados, nas versões de transporte e antiaérea. Muitos componentes eram do M41, que tinha uma cadeia logística estabelecida. A versão original, o modelo I, originou o modelo II após melhorias. O protótipo antiaéreo foi montado pela Moto Peças em parceria com a CBV Indústria Mecânica S/A e exposto em São José dos Campos, mas não teve sucesso e seu chassi foi deixado para a versão de socorro.
Os resultados nos testes foram favoráveis e o Exército aprovou o veículo em 1990, mas o projeto morreu com questões orçamentárias e a crise na indústria bélica nos anos 90, muito embora a Moto Peças sobreviva até hoje. Um Charrua II permanece hoje no CTEx.

## Descrição
Os dois modelos têm várias diferenças externas. O Charrua I tem formato mais reto, quebra-ondas em "V" e armamento ao lado do motorista, que em ambos os casos fica no canto dianteiro esquerdo. O Charrua II é mais anguloso e tem quebra-ondas reto e armamento atrás do motorista.
O interior é acessado por três escotilhas ou uma rampa e duas portas traseiras. É amplo, com blocos de visão e seteiras para os fuzis dos passageiros, 9 normalmente, mas até 22 numa configuração especial. O motorista tem três periscópios, enquanto o atirador tem cinco. A blindagem resiste a armas leves a queima-roupa e estilhaços de artilharia; com placas adicionais de cerâmica, que não podem ser usadas na água, chega a resistir a tiros de 20 mm. Há um sistema anti-incêndio. As rodas de apoio são dez, e as lagartas de 532 mm de largura têm sapatas fabricadas pela Novatração Artefatos de Borracha. O veículo manobra bem, gira sobre si mesmo e facilmente cruza rios e lagos.
A versão antiaérea teve um canhão Bofors 40 mm numa torre giratória Trinity, com carregador de 100 tiros e cadência de 330 por minuto, dispondo de controle de tiro com computador e vários sensores. A munição I/70 caberia à FI Indústria e Comércio Ltda fluminense, com espoleta de proximidade da Prólogo S/A Produtos Eletrônicos. Derrubaria alvos a até 6.000 m de altura, especialmente aviões evadindo mísseis a baixa altitude e helicópteros. Outras possibilidades antiaéreas eram quatro canhões 25 mm numa torre Oto Melara ou quatro mísseis Piranha.

### Citações
1. 1 2  Bastos 2016.
2. 1 2  Bastos, Expedito Carlos Stephani (18 de dezembro de 2003). Charrua – Carro blindado de transporte de pessoal. ECSB Defesa. Consultado em 4 de fevereiro de 2021.
3. 1 2 3  MOTO-PEÇAS. Lexicar Brasil. Consultado em 4 de fevereiro de 2021.
4. ↑  Welfer 2015, p. 85.
5. 1 2  Rosolen 2018, p. 29.
6. ↑  Bastos 2017.